# San Sebastián (Chile)
San Sebastián es una zona azul del balneario perteneciente a la comuna de Cartagena, Región de Valparaíso, Chile.
Se ubica a 2 km. del centro de Cartagena. De acuerdo con el acta municipal del año 1926, el propietario del balneario de San Sebastián era el señor Alfredo Matte Besaure, en esta sesión el concejo municipal de esa época, acuerda aprobar los planos para dar comienzo a la construcción en los terrenos de San Sebastián.
Este balneario se extiende entre la ruta costera de la playa y posee muchas calles que bajan a la orilla, entre casas y sindicatos de veraneo. Es el centro de veraneo institucional de las industrias, asociaciones y clubes deportivos, los cuales poseen casas de veraneo para sus miembros en este lugar.
San Sebastián posee una extensa playa, rodeada de dunas de arena fina y gris. Su superficie es de 58.725 mts2 y limita con el estero de Cartagena. Sus suaves pendientes disminuyen la intensidad de los procesos erosivos. La temperatura registrada es de 15 °C. y su costanera y calles albergan hermosas construcciones que ofrecen al turista y a los excursionistas realizar grandes caminatas y paseos.

### Festividad de San Sebastián
Tanto o más conocida que el propio balneario es la veneración a San Sebastián que se realiza cada 20 de enero en el pueblo con pocas personas. En la parroquia del mismo balneario se conserva la imagen del santo.